# 小川町站 (埼玉縣)
小川町站（日语：／ Ogawamachi eki */?），是一個位於埼玉縣比企郡小川町大字大塚，屬於東武鐵道、東日本旅客鐵道（JR東日本）的鐵路車站。
乘搭東武鐵道的東上本線與JR東日本的八高線的乘客可在此互相轉乘。東武鐵道的車站編號是TJ 33，東上本線的準急、急行、快速、快速急行及TJ Liner等優等列車僅開到此站為止，此站往終點寄居車站之間只有普通列車。

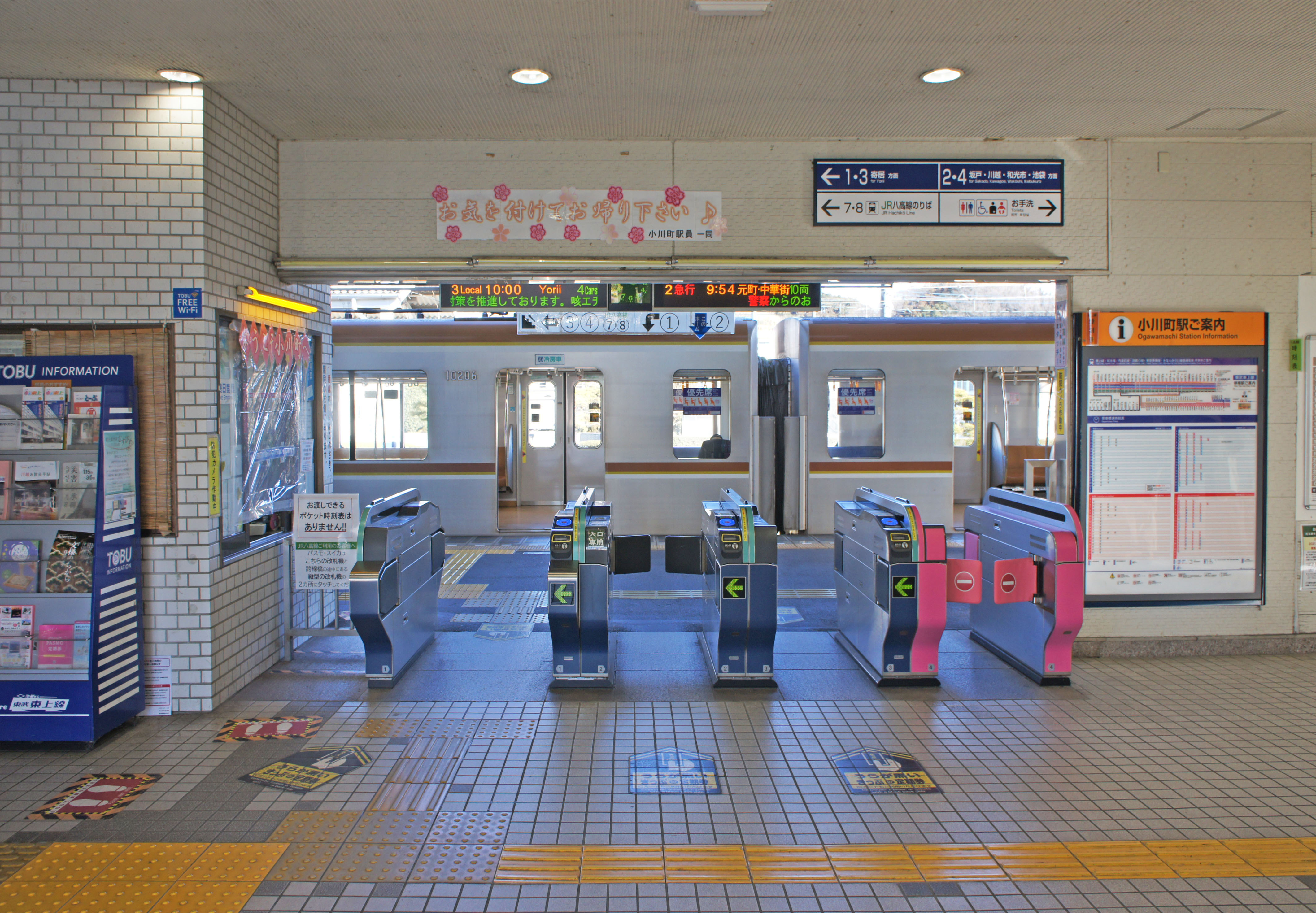
驗票口（2022年1月）

## 歷史
- 1923年（大正12年）11月5日 - 東上本線的車站開業。
- 1934年（昭和9年）
  - 3月24日 - 鐵道省八高線 越生－此站之間開通。
  - 10月6日 - 八高線的此站－寄居之間延伸開業，全通[1]
- 1982年（昭和57年）11月15日 - 國鐵車站中止貨物處理。
- 1987年（昭和62年）4月1日 - 國鐵分割民營化，八高線的車站成為JR東日本車站。
- 2002年（平成14年）10月 - 可以使用JR東日本的IC卡「Suica」[2]。
- 2007年（平成19年）3月18日 - 可以使用東武鐵道的IC卡「PASMO」。
- 2010年（平成22年）1月20日 - 東上線2、4號月台（池袋方向）開始使用發車音樂。

## 車站構造

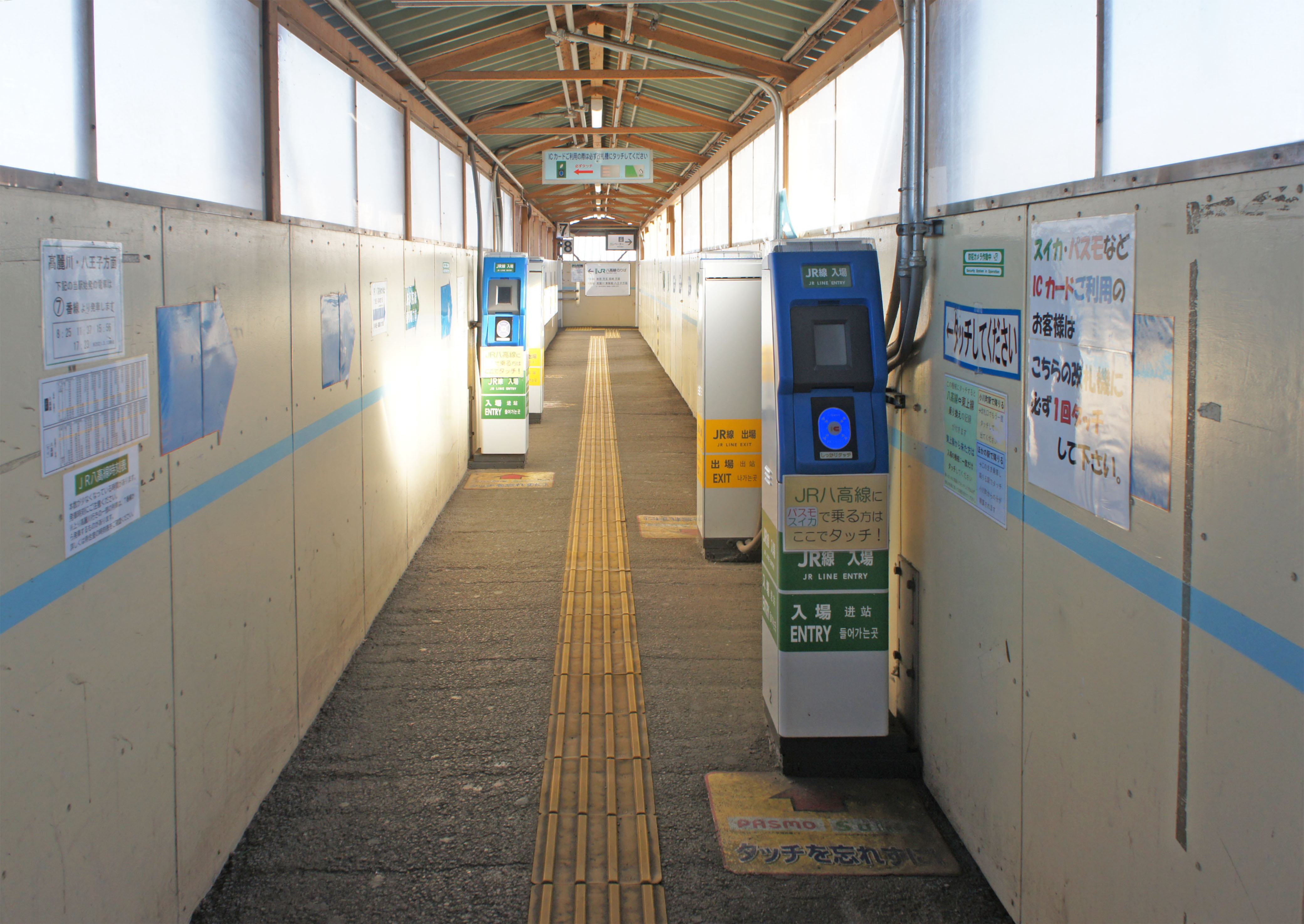
轉乘驗票口（2022年1月）

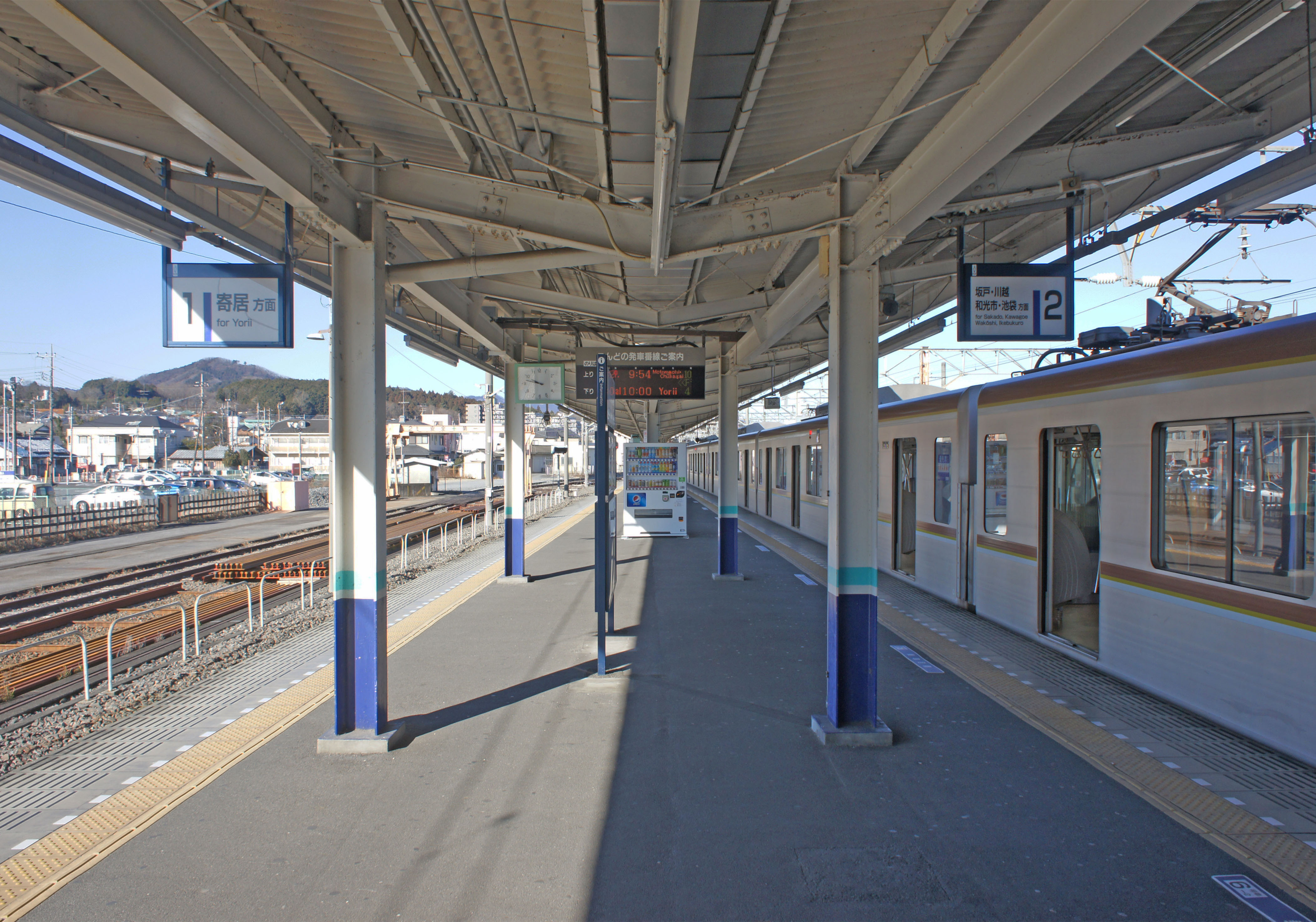
1號與2號月台（2022年1月）

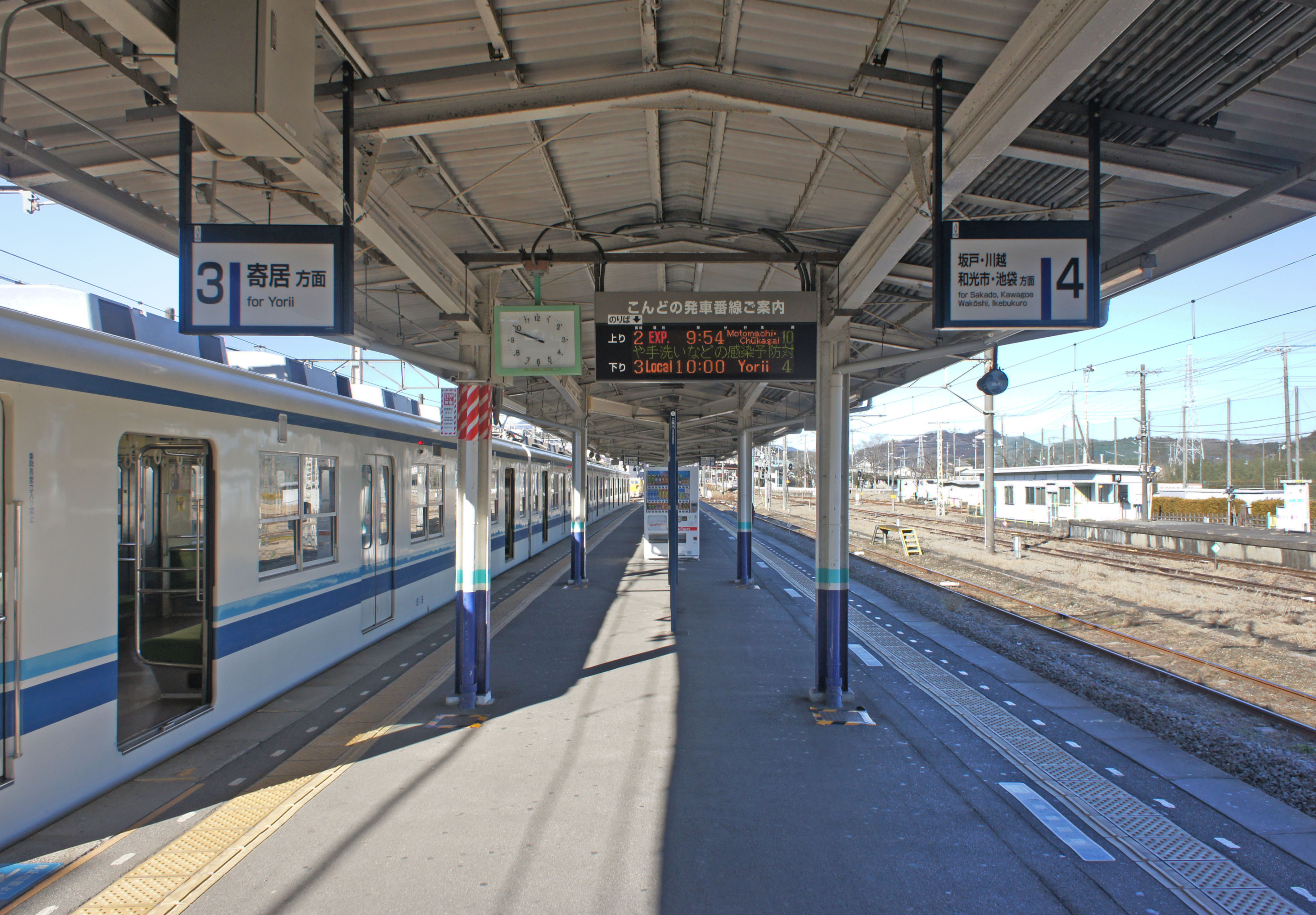
3號與4號月台（2022年1月）

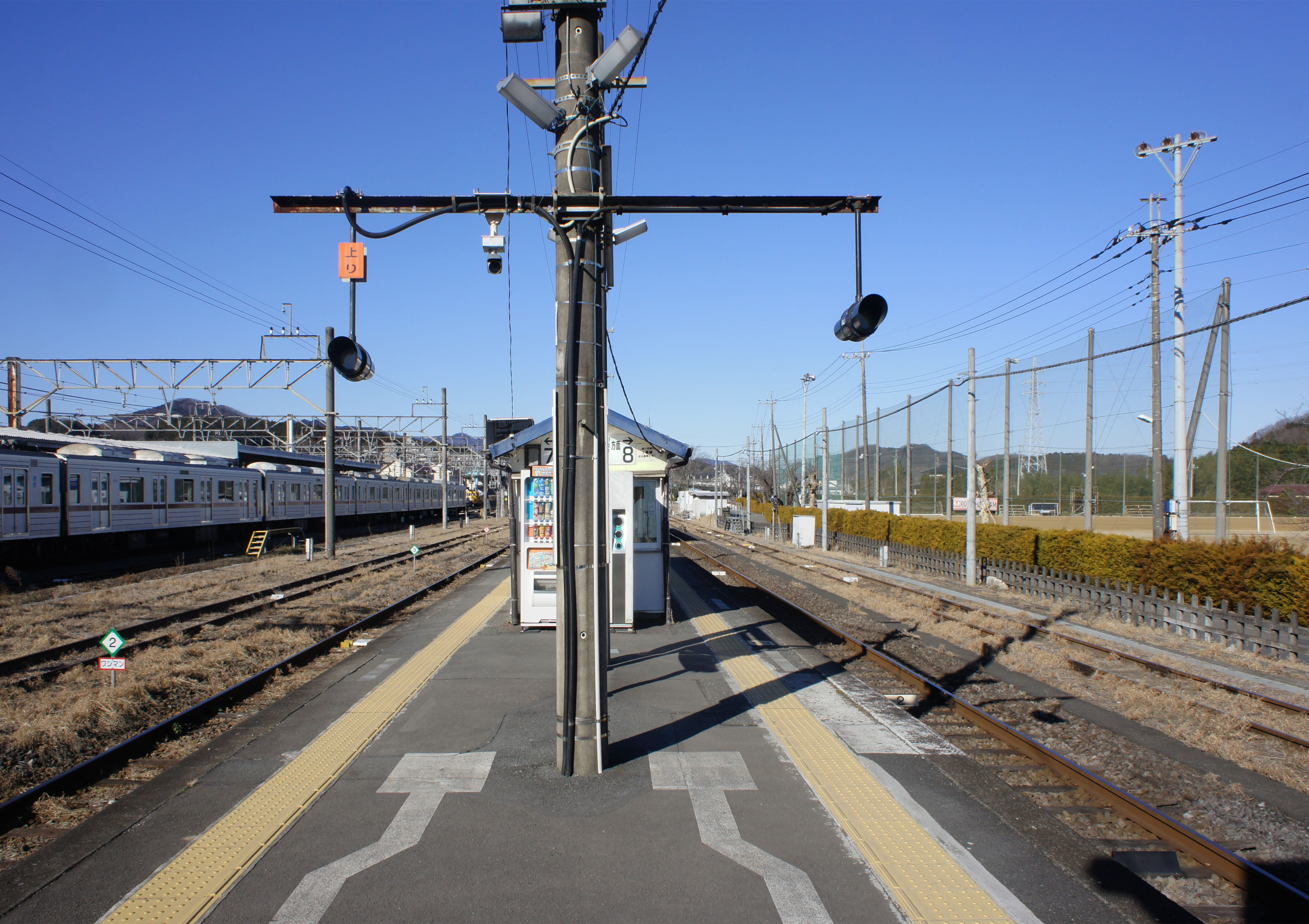
7號與8號月台（2022年1月）

此站為東武鐵道管理車站，站房入口的站名牌僅標示東武鐵道、未標示JR東日本。車站站內由兩間公司共用的車站。站舍與出入口位於東武鐵道側（南側）。
站舍的前方為側式月台、東武鐵道的2號月台，寄居方向港灣式月台的1號月台，1號月台與2號月台為島式月台與同樣的1個月台的形態。東武鐵道的3號月台與4號月台以及JR東日本的7號月台和8號月台都是島式月台。4號月台與7號月台之間設有側線，5、6號月台設有編號。月台之間設有跨線天橋的地面車站。
東上線月台設有屋頂。八高線月台沒有屋頂。月台設有候車室。
閘口與出入口之間設有斜路便利輪椅使用者通行。JR的車站設備為毛呂站管轄下。JR有三班列車於末班車後固定在此站停留過夜（夜間滯泊）。

### 月台配置
| 月台 | 路線     | 方向 | 目的地                       | 備註                |
| ---- | -------- | ---- | ---------------------------- | ------------------- |
| 1、3 | 東上本線 | 下行 | 寄居方向                     |                     |
| 2、4 | 東上本線 | 上行 | 坂戶、川越、和光市、池袋方向 |                     |
| 7    | ■八高線  | 下行 | 寄居、兒玉、高崎方向         |                     |
| 8    | ■八高線  | 上行 | 高麗川、東飯能、八王子方向   | 一部分於7號月台開出 |

（來源：東武鐵道:構內地圖 （页面存档备份，存于））、
（來源：JR東日本:車站構內圖 （页面存档备份，存于））

## 使用情況
- 東武鐵道 - 2016年度的1日平均上下車人次為10,359人[3]，近年有減少傾向。
- JR東日本 - 2019年度的1日平均上車人次為599人。

### 各年度上下車人次
開業以後一日平均上下車人次、上車人次的推移如下表。
| 年度               | 東武鐵道 （上下車人次） | JR東日本 （上車人次） |
| ------------------ | ----------------------- | --------------------- |
| 2000年（平成12年） |                         | 638                   |
| 2001年（平成13年） |                         | 615                   |
| 2002年（平成14年） |                         | 616                   |
| 2003年（平成15年） | 12,545                  | 598                   |
| 2004年（平成16年） | 12,476                  | 623                   |
| 2005年（平成17年） | 12,353                  | 616                   |
| 2006年（平成18年） | 12,247                  | 635                   |
| 2007年（平成19年） | 12,185                  | 667                   |
| 2008年（平成20年） | 12,085                  | 702                   |
| 2009年（平成21年） | 11,656                  | 679                   |
| 2010年（平成22年） | 11,411                  | 661                   |
| 2011年（平成23年） | 11,219                  | 602                   |
| 2012年（平成24年） | 11,223                  | 581                   |
| 2013年（平成25年） | 11,308                  | 593                   |
| 2014年（平成26年） | 10,869                  | 614                   |
| 2015年（平成27年） | 10,653                  | 644                   |
| 2016年（平成28年） | 10,359                  | 644                   |
| 2017年（平成29年） | 10,151                  | 665                   |
| 2018年（平成30年） | 9,899                   | 670                   |
| 2019年（令和元年） |                         | 599                   |

## 相鄰車站
東武鐵道
 東上本線（池袋方向）
■TJ Liner、■快速急行、■快速、■急行、■準急、■普通（快速急行、快速至東松山為止、急行至川越為止、準急至成增為止各站停車）
武藏嵐山（TJ 32）－（嵐山信號場）－小川町（TJ 33）
 東上本線（小川町－寄居之間）
小川町（TJ 33）－東武竹澤（TJ 34）
東日本旅客鐵道
■八高線
明覺－小川町－竹澤

### 使用情況

#### 東武鐵道
1. ↑   (PDF). 平成15年度1日平均乗降人員・通過人員. 関東交通広告協議会: 11.   [2020-07-03]. （原始内容 (PDF)存档于2016-03-04）. 外部链接存在于|work= (帮助)
2. ↑   (PDF). 平成16年度1日平均乗降人員・通過人員. 関東交通広告協議会: 25.   [2020-07-03]. （原始内容 (PDF)存档于2017-08-02）. 外部链接存在于|work= (帮助)
3. ↑   (PDF). 平成17年度1日平均乗降人員・通過人員. 関東交通広告協議会: 25.   [2020-07-03]. （原始内容 (PDF)存档于2017-08-02）. 外部链接存在于|work= (帮助)
4. ↑   (PDF). 平成18年度1日平均乗降人員・通過人員. 関東交通広告協議会: 25.   [2019-03-10]. （原始内容 (PDF)存档于2019-03-10）. 外部链接存在于|work= (帮助)
5. ↑   (PDF). 平成19年度1日平均乗降人員・通過人員. 関東交通広告協議会: 25.   [2019-03-10]. （原始内容 (PDF)存档于2019-03-10）. 外部链接存在于|work= (帮助)
6. ↑   (PDF). 平成20年度1日平均乗降人員・通過人員. 関東交通広告協議会: 26.   [2019-03-10]. （原始内容 (PDF)存档于2019-03-10）. 外部链接存在于|work= (帮助)
7. ↑   (PDF). 平成21年度1日平均乗降人員・通過人員. 関東交通広告協議会: 24.   [2019-03-10]. （原始内容 (PDF)存档于2019-03-10）. 外部链接存在于|work= (帮助)
8. ↑   (PDF). 平成22年度1日平均乗降人員・通過人員. 関東交通広告協議会: 24.   [2019-03-10]. （原始内容 (PDF)存档于2019-03-10）. 外部链接存在于|work= (帮助)
9. ↑   (PDF). 平成23年度1日平均乗降人員・通過人員. 関東交通広告協議会: 24.   [2019-03-10]. （原始内容 (PDF)存档于2019-03-10）. 外部链接存在于|work= (帮助)
10. ↑   (PDF). 平成24年度1日平均乗降人員・通過人員. 関東交通広告協議会: 24.   [2019-03-10]. （原始内容 (PDF)存档于2019-03-10）. 外部链接存在于|work= (帮助)
11. ↑   (PDF). 平成25年度1日平均乗降人員・通過人員. 関東交通広告協議会: 21.   [2019-03-10]. （原始内容 (PDF)存档于2019-03-21）. 外部链接存在于|work= (帮助)
12. ↑   (PDF). 平成26年度1日平均乗降人員・通過人員. 関東交通広告協議会: 21.   [2019-03-10]. （原始内容 (PDF)存档于2019-03-10）. 外部链接存在于|work= (帮助)
13. ↑   (PDF). 平成27年度1日平均乗降人員・通過人員. 関東交通広告協議会: 21.   [2019-03-10]. （原始内容 (PDF)存档于2019-03-10）. 外部链接存在于|work= (帮助)
14. ↑   (PDF). 平成28年度1日平均乗降人員・通過人員. 関東交通広告協議会: 21.   [2019-03-10]. （原始内容 (PDF)存档于2019-03-10）. 外部链接存在于|work= (帮助)
15. ↑   (PDF). 平成29年度1日平均乗降人員・通過人員. 関東交通広告協議会: 21.   [2019-07-21]. （原始内容 (PDF)存档于2019-07-21）. 外部链接存在于|work= (帮助)

#### JR東日本
1. ↑  . 東日本旅客鉄道.   [2019-05-06]. （原始内容存档于2019-04-02）.
2. ↑  . 東日本旅客鉄道.   [2019-05-06]. （原始内容存档于2019-02-22）.
3. ↑  . 東日本旅客鉄道.   [2019-05-06]. （原始内容存档于2019-04-02）.
4. ↑  . 東日本旅客鉄道.   [2019-05-06]. （原始内容存档于2019-03-27）.
5. ↑  . 東日本旅客鉄道.   [2019-05-06]. （原始内容存档于2019-02-23）.
6. ↑  . 東日本旅客鉄道.   [2019-05-06]. （原始内容存档于2019-04-02）.
7. ↑  . 東日本旅客鉄道.   [2019-05-06]. （原始内容存档于2019-04-02）.
8. ↑  . 東日本旅客鉄道.   [2019-05-06]. （原始内容存档于2019-04-02）.
9. ↑  . 東日本旅客鉄道.   [2019-05-06]. （原始内容存档于2019-02-22）.
10. ↑  . 東日本旅客鉄道.   [2019-05-06]. （原始内容存档于2019-04-02）.
11. ↑  . 東日本旅客鉄道.   [2019-05-06]. （原始内容存档于2019-04-02）.
12. ↑  . 東日本旅客鉄道.   [2019-05-06]. （原始内容存档于2019-03-27）.
13. ↑  . 東日本旅客鉄道.   [2019-05-06]. （原始内容存档于2019-04-02）.
14. ↑  . 東日本旅客鉄道.   [2019-05-06]. （原始内容存档于2017-02-08）.
15. ↑  . 東日本旅客鉄道.   [2019-05-06]. （原始内容存档于2019-04-02）.
16. ↑  . 東日本旅客鉄道.   [2019-05-06]. （原始内容存档于2019-03-23）.
17. ↑  . 東日本旅客鉄道.   [2019-05-06]. （原始内容存档于2019-03-27）.
18. ↑  . 東日本旅客鉄道.   [2019-05-06]. （原始内容存档于2019-03-25）.
19. ↑  . 東日本旅客鉄道.   [2019-07-21]. （原始内容存档于2019-07-05）.
20. ↑  . 東日本旅客鉄道.   [2020-07-21]. （原始内容存档于2020-07-10）.

## 外部連結
- 小川町（車站資訊） - 東武鐵道
- 車站資訊（小川町）：東日本旅客鐵道